# Оскаленко, Дмитрий Ефимович
Дмитрий Ефимович Оскаленко (8 ноября 1919 — 26 сентября 1942) — Герой Советского Союза, лётчик-истребитель, гвардии капитан.

## Биография
Дмитрий Ефимович Оскаленко родился 8 ноября 1919 года в деревне Следюки, ныне Быховского района Могилёвской области, в семье крестьянина. Белорус.
Окончил 3 курса Минского политехнического техникума.
С 1937 года в Красной Армии. В 1939 году окончил Ленинградское военное авиационно-техническое училище. Участник Советско-финской войны 1939—1940 годов. В 1941 году окончил Качинскую военную авиационную школу лётчиков.
В боях Великой Отечественной войны с июня 1941 года. Член ВКП(б) с 1941 года. Отличился при обороне Ленинграда. Один из первых овладел техникой ночных полётов.
К июню 1942 года командир звена 26-го истребительного авиационного полка (7-й истребительный авиационный корпус ПВО, Ленинградская армия ПВО, Войска ПВО территории страны) капитан Д. Е. Оскаленко совершил 197 боевых вылетов, в 23 воздушных боях лично сбил 11 и в составе группы 1 самолёт противника. 26 сентября 1942 года, выполняя боевое задание, был атакован истребителями противника в районе деревни Манушкино Ленинградской области и сбит, выпрыгнул с парашютом, но на малой высоте парашют не успел раскрыться.
Похоронен в братской могиле в посёлке Дубровка.
К моменту своей гибели в бою выполнил 230 боевых вылетов, провёл около 30 воздушных боёв, сбил лично 12 самолётов и 3 в группе.

## Награды
- 14 февраля 1943 года за мужество и воинскую доблесть, проявленные в боях с врагами, ему было присвоено звание Героя Советского Союза (посмертно).
- Награждён орденами Ленина, Красного Знамени и Красной Звезды.

## Память
- Его именем названы улицы в городах Санкт-Петербург[2] и Быхов, площади в посёлке Дубровка и селе Следюки.
- На здании Дубровской средней школы установлена мемориальная доска.
- В Санкт-Петербурге в Сквере Военных Летчиков между домами 64 и 66 на улице Савушкина установлена памятная стела в честь летчиков Героев Советского Союза Дмитрия Оскаленко, Петра Покрышева и Александра Савушкина, чьими именами названы близлежащие улицы Приморского района Санкт-Петербурга.

## См. также

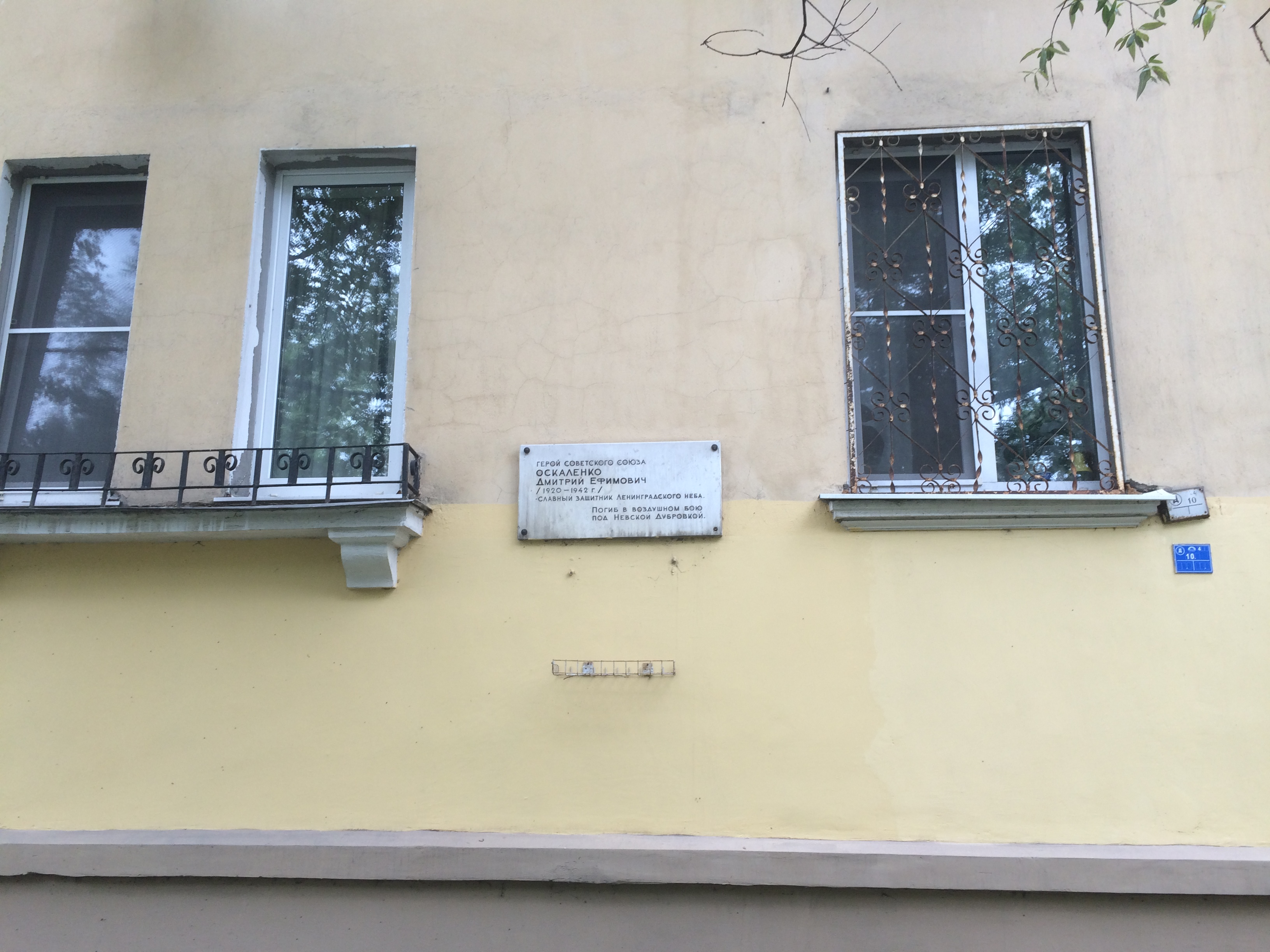
Мемориальная доска в честь Оскаленко Д. Е., Героя Советского Союза, ул. Оскаленко 4